# Christoph Gudermann
Christoph Gudermann (Vienenburg, 25 de marzo de 1798 — Münster, 25 de septiembre de 1852) fue un matemático alemán.
Fue profesor escolar, como su padre, tras graduarse en matemáticas por la Universidad de Göttingen, donde se doctoró bajo la orientación de Carl Friedrich Gauss.
Fue inicialmente profesor escolar en Cléveris, después en Münster. Karl Weierstrass fue su discípulo en esta época, estudiando de entre otras disciplinas funciones elípticas, la única escuela donde entonces se estudiaba este asunto, al cual Weierstrass más se dedicó.